# Chiliarca
Il termine chiliarca o chiliarco (in greco antico: χιλιάρχης o χιλίαρχος?, khiliárkhes o Khilíarkhos, letteralmente "comandante dei mille", in greco antico: χίλιοι?, khílioi) è un termine che ebbe diversi impieghi in diverse epoche e circostanze.
In Grecia, il termine venne conosciuto dapprima come calco del persiano hazarapatiš, "comandante (pati-) dei mille", una carica al contempo militare ed amministrativa.
In età ellenistica il chiliarca era il capo della chiliarchia, una formazione di appunto circa 1000 uomini. Efestione ricevette questo titolo da Alessandro il Grande in occasione della spedizione in India (326-324 a.C.). 
Sotto l'impero romano, nelle province orientali dove era d'uso la lingua greca, il titolo di chiliarca corrispondeva alla carica di tribunus militum.
Durante il periodo bizantino, il titolo venne usato come forma alternativa di drungarios e taxiarches.

## Turchia e Persia
Nei paesi turcofoni dell'Asia centrale analogo significato aveva il termine minbaşı, min-başı (dal turco ming - migliaia) che designava la posizione di capo di mille (guerrieri)  nell'esercito del Khaganato turco, dei Karakhanidi e dei Timuridi e una carica  militare-amministrativa che si occupava principalmente degli affari militari nei khanati dell'Asia centrale. Nel Khanato di Kokand era la seconda posizione più alta dopo il khan.
In Turchia e Persia era il capo di un distaccamento, nonché il capo di una tribù nomade che costituiva un esercito irregolare. Nel Khorasan nel XVIII secolo, il Minbaşı era un comandante militare e un capo tribù tra i turkmeni.
Alla vigilia della conquista dell'Asia centrale da parte dei russi, governatori di città come Tashkent e Qyzylorda erano rette da  capi minbaşı. Il Capo minbaşı era eletto dalla popolazione e approvato dal governatore regionale. Prima della fine del XIX secolo, il minbaşı era diventato un funzionario minore che sovrintendeva agli affari commerciali della città;
Negli anni venti del XX secolo, in Uzbekistan, il minbaşıi lavorava come capo di un ufficio amministrativo composto da una o più associazioni di villaggi.
Come capo della tribù il Minbaşı, aveva i suoi assistenti: Yüzbaşı. La dipendenza del minbaşı dal governo si esprimeva nel pagamento dei dazi e, in caso di guerra, nello schieramento di un numero predeterminato di soldati. La stessa relazione esisteva tra minbaşı e yüzbaşı.
Dal termine minbaşı, deriva il grado militare di binbaşı (dal turco Bin - mille e baş -capo; "comandante dei mille"); nelle attuali forze armate turche i gradi di binbaşı e yüzbaşı corrispondono rispettivamente ai gradi di maggiore e capitano degli eserciti occidentali.